# Eduardo Ribeiro (Leichtathlet)
Eduardo Ribeiro (* 9. Januar 2001 in Lavras) ist ein brasilianischer Mittelstreckenläufer, der sich auf die 800-Meter-Distanz spezialisiert hat. Über diese Distanz wurde er 2023 und 2025 Südamerikameister.

## Sportliche Laufbahn
Erste Erfahrungen bei internationalen Meisterschaften sammelte Eduardo Ribeiro im Jahr 2018, als er bei den U18-Südamerikameisterschaften in Cuenca in 4:26,61 min den sechsten Platz im 1500-Meter-Lauf belegte. 2021 belegte er dann bei den Südamerikameisterschaften in Guayaquil in 1:50,72 min den sechsten Platz über 800 Meter und siegte dann im Herbst in 1:47,78 min über 800 m bei den U23-Südamerikameisterschaften ebendort und gewann auch über 1500 m mit 3:48,44 min die Goldmedaille. Anfang Dezember sicherte er sich dann bei den erstmals ausgetragenen Panamerikanischen Juniorenspielen in Cali in 1:50,21 min die Bronzemedaille hinter dem Venezolaner Ryan López und seinem Landsmann Leonardo Santos. Im Jahr darauf gewann er bei den Hallensüdamerikameisterschaften in Cochabamba in 1:52,40 min die Silbermedaille über 800 m hinter dem Venezolaner Lucirio Antonio Garrido. Im Mai schied er bei den Ibero-Amerikanischen Meisterschaften in La Nucia mit 1:49,59 min im Vorlauf aus und belegte mit der Staffel in 3:10,12 min den fünften Platz. Ende September gelangte er dann bei den U23-Südamerikameisterschaften in Cascavel mit 3:47,38 min auf Rang fünf über 1500 Meter. Kurz darauf gewann er bei den Südamerikaspielen in Asunción in 1:47,39 min die Bronzemedaille über 800 Meter hinter dem Panamaer Chamar Chambers und José Antonio Maita aus Venezuela.
2023 siegte er in 1:47,12 min bei den Südamerikameisterschaften in São Paulo und schied anschließend bei den Weltmeisterschaften in Budapest mit 1:47,75 min in der ersten Runde aus. Im November verpasste er dann bei den Panamerikanischen Spielen in Santiago de Chile mit 1:48,37 min im Vorlauf aus. Im Jahr darauf kam er bei den Hallensüdamerikameisterschaften in Cochabamba nicht ins Ziel und anschließend schied er bei den Hallenweltmeisterschaften in Glasgow mit 1:49,74 min im Vorlauf aus. Im Mai belegte er bei den Ibero-Amerikanischen Meisterschaften in Cuiabá in 1:47,77 min den siebten Platz über 800 Meter. 2025 verteidigte er bei den Südamerikameisterschaften in Mar del Plata in 1:50,46 min seinen Titel über 800 Meter.
In den Jahren von 2021 bis 2023 wurde Ribeiro brasilianischer Meister im 800-Meter-Lauf sowie 2020 und 2024 in der 4-mal-400-Meter-Staffel.

## Persönliche Bestzeiten
- 800 Meter: 1:45,10 min, 7. Mai 2023 in Bragança Paulista
  - 800 Meter (Halle): 1:49,74 min, 1. März 2024 in Glasgow
- 1500 Meter: 3:46,03 min, 25. Juni 2022 in Rio de Janeiro